# Vuelta a Asturias
Vuelta a Asturias er et spansk etapeløb i landevejscykling som arrangeres hvert år i maj. Løbet er blevet arrangeret siden 1925. Løbet er af UCI klassificeret med 2.1 og er en del af UCI Europe Tour.

## Vindere
| År                        | Vinder                          | Toer                           | Treer                      |        |
| ------------------------- | ------------------------------- | ------------------------------ | -------------------------- | ------ |
| 1925                      | Segundo Barruetabeña            | Victor Rojo                    | Manuel Castro              |        |
| 1926                      | Ricardo Montero                 | Muç Miquel                     | Manuel Castro              |        |
| 1927                      | Muç Miquel                      | Ricardo Montero                | Mariano Cañardo            |        |
| 1928                      | Ricardo Montero                 | Mariano Cañardo                | Joan Mateu Ribé            |        |
| 1929-1946 ikke arrangeret |                                 |                                |                            |        |
| 1947                      | Emilio Rodríguez Barros         | Senén Blanco                   | Senén Mesa Fernández       |        |
| 1948-1949 ikke arrangeret |                                 |                                |                            |        |
| 1950                      | Miquel Gual Bauzà               | Senén Mesa Fernández           | Andreu Trobat García       |        |
| 1951-1952 ikke arrangeret |                                 |                                |                            |        |
| 1953                      | Antonio Gelabert                | Pere Sant i Alentà             | Vicente Iturat             |        |
| 1954                      | Bernardo Ruiz                   | Dalmacio Langarica             | Manuel Rodríguez Barros    |        |
| 1955                      | Federico Bahamontes             | Francesc Alomar Florit         | Gabriel Company            |        |
| 1956                      | Emilio Hernán Díaz Herrera      | Antonio Suárez                 | Andreu Trobat García       |        |
| 1957                      | Federico Bahamontes             | René Marigil                   | Antonio Suárez             |        |
| 1958-1967 ikke arrangeret |                                 |                                |                            |        |
| 1968                      | Jesús Manzaneque                | Luis Balagué                   | Enrique Sanchidrián        |        |
| 1969                      | Andrés Oliva                    | Enrique Sahagún                | José Manuel Fuente         |        |
| 1970                      | Antonio Martos Aguilar          | Francisco Javier Galdeano      | Antonio Menéndez González  |        |
| 1971                      | Eduard Castelló i Vilanova      | José Gómez del Moral           | Juan Santiago Zurano Jerez |        |
| 1972                      | Agustín Tamames                 | Jose Luis Viejo                | José Grande Sánchez        |        |
| 1973                      | Jesús Manzaneque                | José Pesarrodona               | Pedro Torres               |        |
| 1974                      | Juan Manuel Santisteban Lapeire | Agustín Tamames                | José Martins Freitas       |        |
| 1975                      | Miguel María Lasa               | José Antonio González          | Luis Ocaña                 |        |
| 1976                      | Santiago Lazcano                | Jose Luis Viejo                | Domingo Perurena           |        |
| 1977                      | Vicente López Carril            | José Nazabal                   | Klaus-Peter Thaler         |        |
| 1978                      | Enrique Martínez Heredia        | Bernardo Alfonsel              | Enrique Cima               |        |
| 1979                      | Alberto Fernández Blanco        | Faustino Fernández             | Ángel Arroyo               |        |
| 1980                      | Faustino Rupérez                | Ángel Arroyo                   | Joan Pujol Pagès           |        |
| 1981                      | Ángel Arroyo                    | Eduardo Chozas                 | Pedro Muñoz                |        |
| 1982                      | Jeronimo Ibáñez Escribano       | Faustino Rupérez               | Álvaro Pino                |        |
| 1983                      | Pedro Muñoz                     | Álvaro Pino                    | Faustino Rupérez           |        |
| 1984                      | Faustino Rupérez                | Alberto Fernández Blanco       | Jesús Ignacio Ibáñez Loyo  |        |
| 1985                      | Jesús Blanco Villar             | Reimund Dietzen                | Ángel Camarillo            |        |
| 1986                      | Jesús Rodríguez Magro           | Vicente Belda                  | Guillermo Arenas           |        |
| 1987                      | Iñaki Gastón                    | Julián Gorospe                 | Anselmo Fuerte             |        |
| 1988                      | Rolf Gölz                       | Federico Echave                | Jaanus Kuum                |        |
| 1989                      | Gert-Jan Theunisse              | Jaanus Kuum                    | Álvaro Pino                |        |
| 1990                      | Raúl Alcalá                     | Miguel Indurain                | Javier Murguialday         |        |
| 1991                      | Piotr Ugrumov                   | Jesús Rodríguez Magro          | Erik Breukink              |        |
| 1992                      | Alex Zülle                      | Tony Rominger                  | Jesús Montoya              |        |
| 1993                      | Erik Breukink                   | Peter Meinert                  | Pedro Delgado              |        |
| 1994                      | Abraham Olano                   | Pedro Delgado                  | Félix García Casas         |        |
| 1995                      | Beat Zberg                      | Íñigo Cuesta                   | Miguel Indurain            |        |
| 1996                      | Miguel Indurain                 | Fernando Escartín              | Marcelino García           |        |
| 1997                      | Manuel Fernández Ginés          | Abraham Olano                  | Fernando Escartín          |        |
| 1998                      | Laurent Jalabert                | José María Jiménez             | Santiago Blanco Gil        |        |
| 1999                      | Juan Carlos Domínguez           | Roberto Laiseka                | Fernando Escartín          |        |
| 2000                      | Joseba Beloki                   | Alberto López de Munain        | Igor González de Galdeano  |        |
| 2001                      | Juan Carlos Domínguez           | Joan Horrach                   | Alex Zülle                 |        |
| 2002                      | Leonardo Piepoli                | David Bernabéu                 | Joseba Beloki              |        |
| 2003                      | Fabian Jeker                    | Juan Miguel Mercado            | Hernán Buenahora           |        |
| 2004                      | Iban Mayo                       | Félix Cárdenas                 | Haimar Zubeldia            |        |
| 2005                      | Adolfo García Quesada           | Samuel Sánchez                 | Giampaolo Cheula           |        |
| 2006                      | Óscar Sevilla                   | Eladio Jiménez                 | Luca Mazzanti              |        |
| 2007                      | Koldo Gil                       | Alberto Fernández de la Puebla | John-Lee Augustyn          |        |
| 2008                      | Ángel Vicioso                   | Xavier Tondo                   | Bruno Pires                |        |
| 2009                      | Francisco Mancebo               | Tiago Machado                  | Javier Moreno              |        |
| 2010                      | Fabio Duarte                    | Beñat Intxausti                | Ezequiel Mosquera          |        |
| 2011                      | Javier Moreno                   | Sérgio Sousa                   | Hernâni Brôco              |        |
| 2012                      | Beñat Intxausti                 | David de la Cruz               | Rémy Di Grégorio           |        |
| 2013                      | Amets Txurruka                  | Mikel Landa                    | Javier Moreno              |        |
| 2014 ikke arrangeret      |                                 |                                |                            |        |
| 2015                      | Igor Antón                      | Amets Txurruka                 | Jesús Herrada              |        |
| 2016                      | Hugh Carthy                     | Sergio Pardilla                | Daniel Moreno              |        |
| 2017                      | Nairo Quintana                  | Óscar Sevilla                  | João Benta                 |        |
| 2018                      | Richard Carapaz                 | Jonathan Caicedo               | Ricardo Mestre             |        |
| 2019                      | Richard Carapaz                 | Krists Neilands                | Aleksandr Vlasov           |        |
| 2020                      | aflyst                          | aflyst                         | aflyst                     | aflyst |
| 2021                      | Nairo Quintana                  | Antonio Pedrero                | Pierre Latour              |        |
| 2022                      | Iván Sosa                       | Lorenzo Fortunato              | Nicolas Edet               |        |
| 2023                      | Lorenzo Fortunato               | Einer Rubio                    | Iván Sosa                  |        |
| 2024                      | Isaac Del Toro                  | Rafał Majka                    | Eric Fagúndez              |        |
| 2025                      |                                 |                                |                            |        |